# Marina Mander
Marina Mander (Trieste, 15 giugno 1962) è una scrittrice italiana.

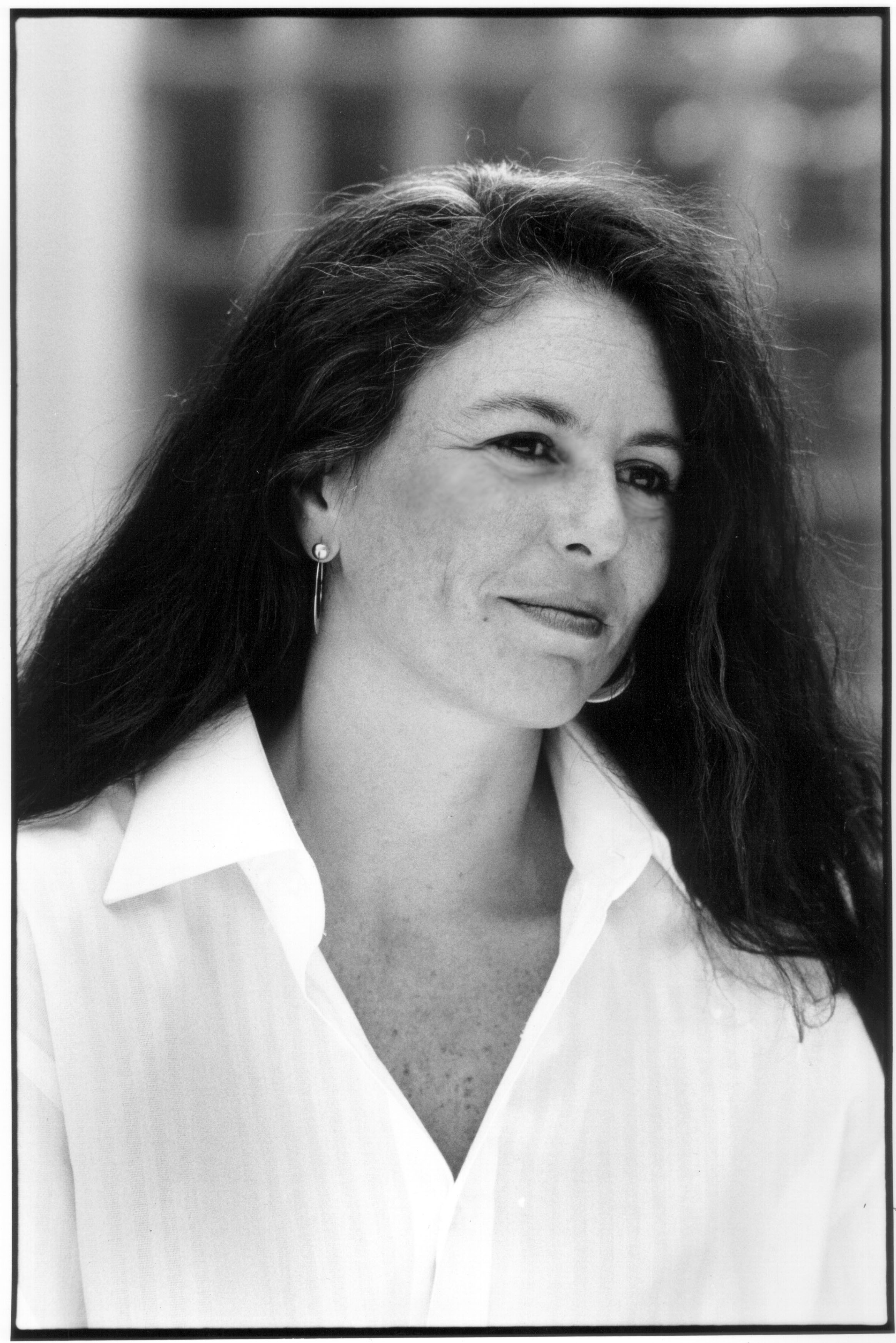
Marina Mander

Nata a Trieste, vive a Milano. Laureata in Lettere Moderne all'Università di Trieste con una tesi sulla letteratura di viaggio del Settecento, ha esordito nel 2000 con la raccolta di racconti Manuale di Ipocondria Fantastica. Con il suo romanzo Nessundorma è stata finalista al Premio Rapallo Carige per la donna scrittrice 2014 e con il romanzo L'età straniera (presentato da Benedetta Tobagi) nel 2019 è entrata fra i dodici finalisti del Premio Strega
Il suo romanzo La prima vera bugia è stato pubblicato nel Regno Unito, Stati Uniti, Germania, Paesi Bassi, Spagna, Francia, Israele e adattato per il teatro con il titolo A corto di bugie.
Nel 2018 e 2019 ha insegnato italiano ai migranti alla scuola Penny Wirton di Milano.
Dal 2019 insegna scrittura alla scuola Belleville di Milano. Ha scritto e scrive per The New York Times, Vanity Fair, Il Piccolo, Marie Claire.

## Opere principali
- Ipocondria fantastica, Transeuropa 2000, et al.ISBN 9788864630755
- Scrivere sul fronte occidentale, Feltrinelli, 2002. (saggio in antologia) ISBN 9788807490194
- Italiane 2004, Baldini Castoldi-La Tartaruga, 2004. (racconto in antologia) ISBN 9788877384096
- Catalogo degli addii, Édition du Rouergue, 2008, et al. 2010. ISBN 9788864630212
- La prima vera bugia, et al. 2011, Marsilio-Feltrinelli, 2019. ISBN 9788829701117
- Nessundorma, Mondadori, 2013. ISBN 9788804624615
- Il potere del miao. I gatti che mi hanno cambiato la vita, Mondadori 2015, Bertelsmann, 2017. ISBN 9788804650249
- GattoNando per il mondo, Albe Edizioni, 2017. (racconto per l'infanzia) ISBN 9788894888041
- L'età straniera, Marsilio 2019. ISBN 9788829700011
- La pagina bianca, Belleville, 2020. (racconto in antologia) ISBN 9788894479287